# El último castillo
El último castillo es una novela corta de Jack Vance publicada en 1966. Recibió el premio Nébula a la mejor novela corta de 1966 y el premio Hugo al mejor relato de 1967.

## Argumento
La humanidad es la alta aristocracia en un mundo en el que los que trabajan son esclavos de cuatro razas alienígenas, hasta que una de esas cuatro razas, los Meks, se rebela y comienza a destruir los castillos de los humanos.
La mayoría de los nobles no reaccionan a la revuelta de los Meks, prefiriendo morir en lugar de luchar. Sólo uno de ellos, Xanten del castillo de Hagedorn, decide actuar atacando a los Meks. Debe buscar a otros humanos que piensen como él y quieran actuar también. Finalmente, después de una corta pero dura batalla, Xanten y sus aliados salen victoriosos y envían a los Merks supervivientes a su planeta nativo, Etamin 9.
| Predecesor                                                                       | Premios de El último castillo                | Sucesor                               |
| -------------------------------------------------------------------------------- | -------------------------------------------- | ------------------------------------- |
| El que da forma de Roger Zelazny El árbol de saliva de Brian W. Aldiss (ex æquo) | Premio Nébula a la mejor novela corta (1967) | He aquí el hombre de Michael Moorcock |
| El gran patio delantero de Clifford D. Simak                                     | Premio Hugo al mejor relato (1967)           | Voy a probar suerte de Fritz Leiber   |

- Datos: Q2350912